# Antonio Tejero
Antonio Tejero Molina (ur. 30 kwietnia 1932 w Alhaurín el Grande, prowincja Málaga) − były podpułkownik Guardia Civil. Jeden z przywódców nieudanego zamachu stanu z 23 lutego 1981, znanego jako 23-F.

## Kariera wojskowa
Dowodząc Guardia Civil w prowincji Guipúzcoa, był trzykrotnie aresztowany, głównie z powodu konfliktów z przełożonymi i niesubordynacji. Po trzecim aresztowaniu przeniesiono go do Malagi,  gdzie jednak znów został zatrzymany gdyż, jak sam powiedział:

W związku z pogrzebem funkcjonariusza Guardia Civil pochodzącego z Malagi a zmarłego w Barcelonie otrzymałem polecenie zorganizowania pogrzebu w porze obiadu i przewiezienia trumny w furgonetce mało uczęszczanymi ulicami. Z mojego rozkazu, ciało funkcjonariusza przeniesiono o 12 w południe, głównymi ulicami, na barkach jego dowódcy i kolegów.

Za udział w próbie organizacji zamachu stanu, znanego jako operacja Galaxia, został w 1979 skazany na siedem miesięcy więzienia.
W liście otwartym do króla Juana Carlosa opublikowanym w gazecie „El Imparcial” jeszcze przed zamachem z 23 lutego napisał: 

W projekcie konstytucji jest zbyt wiele flag, które zostawiają w cieniu tę jedyną, a projekt ten nie uwzględnia wielu wartości, za które uważamy, że warto ryzykować nasze życia. Nie ma w tym projekcie naszych zmarłych.

## Zamach na Kortezy
Wieczorem 23 lutego na czele około 200 funkcjonariuszy Guardia Civil Tejero wkroczył do Kortezów, gdzie w Kongresie Deputowanych odbywała się uroczystość zaprzysiężenia Leopoldo Calvo-Sotelo na stanowisko premiera. Trzymał wszystkich deputowanych jako zakładników aż do 10 rano 24 lutego, kiedy to wypuścił wszystkie kobiety; mężczyźni wyszli niedługo po godzinie 13, a sam podpułkownik poddał się ze względu na fiasko zamachu stanu.
Początkowo Tejero planował zająć Kortezy, żeby pomóc generałowi Alfonso Armada, który miał zostać premierem „rządu ocalenia narodowego”. Jednak kiedy generał poinformował go, że w rządzie tym będzie miejsce również dla przedstawicieli wszystkich partii (w tym dla PSOE, PCE i nacjonalistów), postanowił sprzeciwić się swemu przełożonemu i działać na własną rękę.

23 lutego 1981, około 23.50 do budynku Kortezów wszedł generał Armada i rozkazał podpułkownikowi Tejero wycofać Guardia Civil z sali obrad, bo chciał zwrócić się do deputowanych z propozycją utworzenia rządu pod swoim przewodnictwem. Kiedy obaj szli do sali plenarnej, Tejero zapytał, czy generał porucznik Milans del Bosch wejdzie w skład rządu oraz jakie środki zostaną przedsięwzięte przeciwko terroryzmowi i separatyzmowi. A ponieważ odpowiedź generała na temat potencjalnego składu rządu nie była zgodna z jego oczekiwaniami, uniemożliwił mu wejście na mównicę.

## Proces
Tejero za udział w zamachu stanu stanął przed sądem. Został uznany za winnego i osadzony w więzieniu w Alcalá de Henares, z którego warunkowo wyszedł 3 grudnia 1996 roku.

## Solidaridad Española (Solidarność Hiszpańska)
W 1982 roku, przebywając w więzieniu, założył skrajnie prawicową partię polityczną „Solidarność Hiszpańska”. W tym samym roku wystartowała ona w wyborach powszechnych, po których zniknęła ze względu na słaby wynik.
Został usunięty z Guardia Civil. Mieszkał w Madrycie i Alhaurín de la Torre. W 2006 roku wysłał do redaktora naczelnego dziennika „Melilla Hoy” list, w którym ostro skrytykował hiszpańskiego premiera Zapatero i Statut Autonomiczny Katalonii (Estatut d'autonomia de Catalunya).